# Leptopsyllus harveyi
Leptopsyllus harveyi är en kräftdjursart som beskrevs av Wells 1963. Leptopsyllus harveyi ingår i släktet Leptopsyllus och familjen Paramesochridae. Inga underarter finns listade i Catalogue of Life.